# 小行星25722
小行星25722（25722 Evanmarshall）是一颗绕太阳运转的小行星，为主小行星带小行星。该小行星于2000年1月发现。

## 轨道参数
小行星25722的轨道半长轴为353 436 986 km（2.3625467 UA），离心率为0.109。